# Route nationale 851
Die Route nationale 851, kurz N 851 oder RN 851, war eine französische Nationalstraße auf Korsika, die von 1933 bis 1973 von einer Kreuzung mit der Nationalstraße 196 in Pisciatello abzweigte und nach 42 Kilometern wieder in die N 196 mündete.
2006 wurde die Nummer kurzzeitig für die ursprünglich als Autoroute A85 in Betrieb genommene Schnellstraße zwischen dem Boulevard Périphérique de Tours und der Anschlussstelle 9 benutzt, da der Abschnitt für die Autoroute A851 vorgesehen war. Heute trägt die Schnellstraße die Nummer D 751.